# Guimarães Rosa

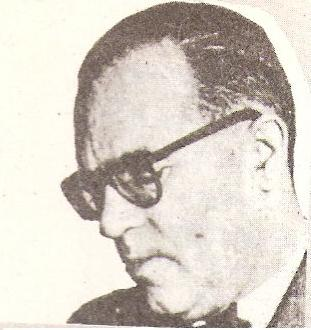
João Guimarães Rosa

João Guimarães Rosa, född 27 juni 1908 i Cordisburgo, död 19 november 1967 i Rio de Janeiro, var en brasiliansk författare.
João Guimarães Rosa anses vara en stor förnyare av brasiliansk berättarkonst under 1900-talet. Inte bara genom sättet att berätta utan också i rent språkligt hänseende. Det sägs att han tillförde den brasilianska portugisiskan mer än 500 nya ord.
Guimarães Rosa är mest känd för den originella romanen Grande Sertão: Veredas, 1956 (på svenska Livet är farligt, senhor: banditen Riobaldos äventyr, översättning Jan Sjögren, Forum, 1974).